# Arroyo de las Víboras (Río Uruguay)
Der Arroyo de las Víboras ist ein auf dem Gebiet des Departamento Colonia im Südwesten Uruguays gelegener Flusslauf.
Der linksseitige Nebenfluss des Río Uruguay, in den er nach Ost-West-Verlauf mündet, entspringt in der Cuchilla de San Salvador auf einer Höhe von etwa 100 Metern über dem Meeresspiegel. Die Mündung befindet sich gegenüber der im Río Uruguay liegenden Insel Isla Juncal. Rechtsseitige Nebenflüsse des Arroyo de las Viboras sind der Arroyo Chileno, der Arroyo de las Flores und der Arroyo Polancos. Auf der linken Flussseite wird er von mehreren kleinen Bächen gespeist. Seine Ufer sind von Wald gesäumt. An seinem Unterlauf, der durch Überschwemmungsgebiete führt, befindet sich sumpfgebietstypische Vegetation. Sein letzter Abschnitt bis zur Mündung ist kanalisiert. Dort führt er nahe seiner Einmündung in den Río Uruguay unter der Ruta 21 und einer dort 1858 von Jaime Castells errichteten schmalen Steinbrücke hindurch.